# Tokod
Tokod är en ort i Ungern.   Den ligger i provinsen Komárom-Esztergom, i den nordvästra delen av landet, 40 km nordväst om huvudstaden Budapest. Tokod ligger 120 meter över havet och antalet invånare är 4 271.
Terrängen runt Tokod är platt åt nordost, men åt sydväst är den kuperad. Runt Tokod är det ganska tätbefolkat, med 100 invånare per kvadratkilometer. Närmaste större samhälle är Esztergom, 9,9 km nordost om Tokod. Trakten runt Tokod består till största delen av jordbruksmark.